# Лешко, Евгений Валерьевич
Евгений Валерьевич Лешко (бел. Яўген Валер’евіч Ляшко; род. 24 июня 1996, Луцковляны, Гродненская область) — белорусский футболист, защитник. Выступал за юношеские сборные Белоруссии до 17 и до 19 лет, а также за молодёжную сборную до 21 года.

## Клубная карьера
Занимался футболом в детско-юношеской спортивной школе «Белкард» из Гродно. Первый тренер — Владимир Павлович Семериков.
В 2012 году стал игроком дублирующего состава гродненского «Немана». 21 марта 2015 года дебютировал за основной состав команды в матче против БАТЭ (0:1) в рамках 1/4 финала Кубка Белоруссии. В чемпионате Белоруссии главный тренер команды Сергей Солодовников впервые выпустил Лешко на поле 18 апреля 2015 года в игре против «Гомеля» (0:0).
Летом 2017 года перешёл на правах аренды в «Лиду» из Первой лиги Белоруссии, где играл до конца сезона. Вернувшись в «Неман», подписал с клубом новый годичный контракт. В сезоне 2018 играл преимущественно за дубль гродненцев, иногда появлялся в основной команде. Сезон 2019 начинал в стартовом составе, позднее потерял место, однако продолжал пребывать в обойме основной команды, иногда привлекался в дубль. В декабре 2019 года продлил контракт с клубом ещё на один год.
В 2020 году был призван в армию из-за чего потерял место в основном составе. В январе 2021 года заключил новое годичное соглашение с «Неманом». Сезон 2021 начинал на скамейке запасных, с мая начал появляться в стартовом составе, с июля стал реже выходить на поле. В январе 2022 года продлил соглашение с гродненским клубом. В декабре 2022 года продлил контракт с клубом. В марте 2023 года по сообщениям источников футболист покинул клуб из-за запрета выступать в Высшей Лиги.

## Карьера в сборной
Выступал за юношеские сборные Белоруссии до 17 и до 19 лет.
В апреле 2015 года был впервые вызван в стан молодёжной сборной Белоруссии до 21 года. 11 июня 2015 года дебютировал в составе молодёжки в матче против Англии (0:1).

## Общественная позиция
13 августа 2020 года, на фоне протестов в Белоруссии, Лешко в числе 93 белорусских футболистов призвал белорусские власти остановить насилие в отношении протестующих.